# Aseraggodes winterbottomi
Aseraggodes winterbottomi är en fiskart som beskrevs av Randall och Desoutter-meniger 2007. Aseraggodes winterbottomi ingår i släktet Aseraggodes och familjen tungefiskar. Inga underarter finns listade i Catalogue of Life.